# Drapelele Europei
Aceasta este o listă de drapele naționale și internaționale folosite în Europa.

## Drapele internaționale
| Drapel | Dată                                         | Uz | Descriere                                                                            |
| ------ | -------------------------------------------- | --- | ------------------------------------------------------------------------------------ |
|        | 1955 –                                       | Drapelul Europei. Adoptat inițial în 1955 de către Consiliul Europei ca simbol al Unității Europene, adoptat ca steag al Uniunii Europene la fondarea sa în 1992. | Un cerc de 12 stele galbene cu cinci colțuri orientate în sus pe un fundal albastru. |
|        | 1991 –                                       | Drapelul Comunității Statelor Independente |                                                                                      |
|        |                                              | Drapelul consiliului Nordic |                                                                                      |
|        | 1953 Arhivat în 27 mai 2012, la Archive.is – | Drapelul Organizației Tratatului Nord-Atlantic |                                                                                      |

## Drapele statelor din Uniunea Europeană
| Drapel | Dată                | Uz                       | Descriere                                                                                             |
| ------ | ------------------- | ------------------------ | --- |
|        | 1230-               | Drapelul Austriei        | Drapelul Austriei are trei benzi orizontale de culoare, de sus în jos, roșie, albă și roșie.          |
|        | 1831-               | Drapelul Belgiei         | |
|        | 1960-               | Drapelul Ciprului        | |
|        | 1920-               | Drapelul Republicii Cehe | |
|        | 1219-               | Drapelul Danemarcei      | |
|        | 1918-1940 1990-     | Drapelul Estoniei        | |
|        | 1918-               | Drapelul Finlandei       | |
|        | 1794-               | Drapelul Franței         | |
|        | 1919-1933 ,1949-    | Drapelul Germaniei       | |
|        |                     | Drapelul Greciei         | |
|        | 1956-               | Drapelul Ungariei        | |
|        | 1848-               | Drapelul Irlandei        | |
|        | 1948-               | Drapelul Italiei         | |
|        | 1918-1940 1990-     | Drapelul Letoniei        | |
|        | 1918-1940, 1989-    | Drapelul Lituaniei       | |
|        | 1972-               | Drapelul Luxemburgului   | |
|        | 1964-               | Drapelul Maltei          | |
|        | 1937-               | Drapelul Olandei         | |
|        |                     | Drapelul Poloniei        | |
|        | 1911-               | Drapelul Portugaliei     | |
|        | 1992-               | Drapelul Slovaciei       | |
|        | 1991-               | Drapelul Sloveniei       | |
|        | 1981-               | Drapelul Spaniei         | |
|        | 1569-               | Drapelul Suediei         | |
|        | 1801-               | Drapelul Regatului Unit  | |
|        | 1990 –              | Drapelul Bulgariei       | |
|        | 1867 – 1948, 1989 – | Drapelul României        | Drapelul României este un tricolor cu benzi verticale, începând de la lance: albastru, galben și roșu |
|        | 1990 –              | Drapelul Croației        | |

### Țări europene dependente de națiuni ale Uniunii Europene
| Drapel | Dată  | Uz                       | Descriere |
| ------ | ----- | ------------------------ | --------- |
|        | 1954- | Drapelul Insulelor Åland |           |
|        |       | Drapelul muntelui Athos  |           |
|        |       | Drapelul Insulelor Faroe |           |
|        |       | Drapelul Gibraltarului   |           |
|        | 1985- | Drapelul Guernseyului    |           |
|        |       | Drapelul Insulei Man     |           |
|        | 1980- | Drapelul Insulei Jersey  |           |

## Drapelele națiunilor europene din Comunitatea Statelor Independente
| Drapel | Dată               | Uz                          | Descriere |
| ------ | ------------------ | --------------------------- | --------- |
|        |                    | Drapelul Armeniei           |           |
|        |                    | Drapelul Azerbaijanului     |           |
|        |                    | Drapelul Belarusului        |           |
|        |                    | Drapelul Georgiei           |           |
|        |                    | Drapelul Kazahstanului      |           |
|        |                    | Drapelul Republicii Moldova |           |
|        | 1896 – 1917 1991 – | Drapelul Rusiei             |           |
|        | 1992 –             | Drapelul Ucrainei           |           |

## Drapelele celorlalte națiuni europene
| Drapel | Dată                | Uz                               | Descriere |
| ------ | ------------------- | -------------------------------- | --------- |
|        | 1992 –              | Drapelul Albaniei                |           |
|        | 1866 –              | Drapelul Andorrei                |           |
|        | 1998 –              | Drapelul Bosniei și Herțegovinei |           |
|        | 1915 –              | Drapelul Islandei                |           |
|        | 1937 –              | Drapelul Liechtensteinului       |           |
|        | 1995 –              | Drapelul Republicii Macedonia    |           |
|        | 1881 –              | Drapelul Principatului Monaco    |           |
|        | 2004 –              | Drapelul Muntenegrului           |           |
|        | 1821 – 1844, 1898 – | Drapelul Norvegiei               |           |
|        |                     | Drapelul San Marinoului          |           |
|        |                     | Drapelul Serbiei                 |           |
|        | 1815 –              | Drapelul Elveției                |           |
|        |                     | Drapelul Turciei                 |           |
|        |                     | Drapelul Vaticanului             |           |

## State nerecunoscute oficial
| Drapel | Dată | Uz                                           | Descriere |
| ------ | ---- | -------------------------------------------- | --------- |
|        |      | Drapelul Abhaziei                            |           |
|        |      | Drapelul provinciei Kosovo                   |           |
|        |      | Drapelul Nagorno-Karabahiei                  |           |
|        |      | Drapelul Osetiei de Sud                      |           |
|        |      | Drapelul Transnistriei                       |           |
|        |      | Drapelul Republicii Turce a Ciprului de Nord |           |